# Selene dorsalis
 Selene dorsalis és una espècie de peix de la família dels caràngids i de l'ordre dels perciformes.

## Morfologia
Els mascles poden assolir els 38 cm de longitud total.

## Distribució geogràfica
Es troba des de Portugal fins a Sud-àfrica, incloent-hi Madeira i Cap Verd.